# Maeda Ku-1
Maeda Ku-1 (japonsky: 二式小型輸送滑空機, Nišiki kogata jusó kakkúki; Malý transportní kluzák Typ 2) byl malý dvoutrupý vojenský kluzák japonské císařské armády z doby druhé světové války. Používán byl téměř výhradně k výcviku a byl nahrazen kluzákem Kokusai Ku-7, který byl prakticky jen zvětšenou verzí stejného designu. Postaveno bylo asi 100 kusů.

## Specifikace (Ku-1)
Podle Encyklopedia uzbrojenia

### Hlavní technické údaje
- Osádka: 2
- Kapacita: 8 vojáků
- Užitečný náklad: 600 kg
- Rozpětí: 17,00 m
- Délka: 9,36 m
- Výška: – m
- Nosná plocha: 30,1 m²
- Hmotnost prázdného letounu: 700 kg
- Maximální vzletová hmotnost : 1300 kg

### Výkony
- Cestovní rychlost: 130 km/h
- Maximální rychlost: 178 km/h